# Abyssidrilus segonzaci
Abyssidrilus segonzaci är en ringmaskart som först beskrevs av Erséus 1986.  Abyssidrilus segonzaci ingår i släktet Abyssidrilus och familjen glattmaskar. Inga underarter finns listade i Catalogue of Life.